# Hallan Çemi
Hallam Çemi è un importante sito archeologico preistorico situato nel sud-est della Turchia, vicino alla moderna città di Batman, nella regione del Tur Abdin, lungo il fiume Tigri. È considerato uno dei più antichi insediamenti neolitici del Vicino Oriente e ha un ruolo chiave nella comprensione delle prime comunità sedentarie dell'umanità. Inoltre lo studio del sito ha messo in luce e chiarito i contatti culturali tra le comunità dell'Alta Mesopotamia e quelle dell'Anatolia sud-orientale.
Il sito risale al 9.700–9.000 a.C., cioè verso la fine del Pleistocene e l'inizio dell'Olocene; è quindi contemporaneo o leggermente precedente a Göbekli Tepe e Çayönü; non si tratta di un sito monumentale come Göbekli Tepe o Karahan Tepe, ma piuttosto di un piccolo villaggio, probabilmente abitato stagionalmente o semi-permanentemente, associato a culture neolitiche antiche (Pre-Pottery Neolithic A – PPNA).
Hallam Çemi rappresenta una fase molto precoce di sedentarizzazione umana, quando le comunità iniziavano a riunirsi in luoghi fissi pur non avendo ancora del tutto sviluppato l'agricoltura. Inoltre, sono stati trovati indizi cruciali sulla domesticazione del cane, con ritrovamenti che suggeriscono la presenza di canidi semi-domestici, un passaggio fondamentale nella relazione uomo-animale.

## Ritrovamenti
Il sito ha un'ampiezza di 1.000-1.500 m² con una decina distrutture seminterrate, resti di abitazioni circolari, costruite più volte sulla stessa area. Si ritiene che il villaggio avesse tra i 20 e i 50 abitanti, ed, oltre alle abitazioni, sono stati ritrovati focolari e alcune  buche per pali.
Sono stati trovati anche numerosi strumenti litici, in particolare microliti, grattatoi e strumenti di pietra scheggiata tipici della transizione da uno stile di vita di cacciatori-raccoglitori a uno più sedentario. Inoltre sono stati trovati anche numerosi resti ossei di animali selvatici (come gazzelle, caprioli, uccelli), che indicano un'economia ancora basata sulla caccia, ma con segni iniziali di inizio dell'allevamento. Per concludere, sono stati trovati anche rari resti botanici, che suggeriscono alcuni iniziali tentativi di coltivazione di piante.